# Драгу-Брад
Драгу-Брад (рум. Dragu-Brad) — село у повіті Хунедоара в Румунії. Входить до складу комуни Блежень.
Село розташоване на відстані 326 км на північний захід від Бухареста, 47 км на північ від Деви, 77 км на південний захід від Клуж-Напоки, 139 км на північний схід від Тімішоари.

## Населення
За даними перепису населення 2002 року у селі проживали 6 осіб, усі — румуни. Усі жителі села рідною мовою назвали румунську.